# Колесов, Николай Борисович
Никола́й Бори́сович Ко́лесов (16 февраля 1956, Москва, РСФСР, СССР — 23 августа 1998, Москва, Россия) — советский и российский футболист, полузащитник и нападающий.

## Карьера
В 1976 года дебютировал в московском «Динамо» в Высшей лиге СССР. Всего за «Динамо» отыграл 73 матча, забил 13 мячей.
В Кубке обладателей кубков провёл 7 игр, забил 4 гола.
Из «Динамо» ушёл поскольку не видел доверия к себе со стороны тренеров. Перешёл в «Кубань», где провел несколько ярких сезонов. В сезоне 1986 ушёл из «Кубани»: сначала месяц был в Ижевске, но так и не был заявлен. Летом 1986 позвали в Калинин, но тоже не заявили. Однако предложили стать тренером, и Колесов 2-ю часть сезона помогал тренеру местной «Волги» Бабурину. В итоге, помог команде остаться во 2-й лиге.
В 1987 году позвали обратно в «Кубань», помочь команде, которая вылетела во 2-ю лигу. Проведя сезон в Краснодаре, он помог команде занять 1-е место в группе и затем в финальном турнире между победителями групп.
В 1988 году, по приглашению своего друга Николая Латыша, несколько месяцев отыграл за «Арсенал» (Тула). В 1989 отыграл сезон за «Заря» (Бельцы). Хотя команда играла слабо, но Колесов запомнился болельщикам. Они после сезона не хотели его отпускать, но он предпочел играть в ветеранских турнирах.
В 1990-м, по приглашению ещё одного друга, Юрия Резника, выступал за полтавскую «Ворсклу». В 1991 году, во время одной из ветеранских игр, судья матча Виктор Халапурдин (друг Валерия Четверика) намекнул Колесову, что его ждут в «КАМАЗе». Поначалу Николай отказывался, но когда во время отъезда на одну из ветеранских игр, встретил на вокзале Четверика, стоявшего под сильным дождем, то понял — намерения руководства «КАМАЗа» серьёзны.
С 1991 года играл в Набережных Челнах. Прошёл с командой путь от союзной буферной зоны до высшей лиги России. Одновременно с этим отвечал в команде за селекцию — так, при нём в команду пришли бывшие партнеры из «Кубани», опытный защитник Владимир Пивцов, а также выполнял функции играющего тренера.
Продолжал играть до 38 лет. Всего в чемпионатах СССР и России провел 465 игр, забил 92 мяча. Последний мяч в чемпионате России забил 23 июля 1994 года в возрасте 38 лет и 157 дней. Один из 9 футболистов в истории чемпионата России, забивавших в возрасте старше 38 лет.
Летом 1995 года в Набережных Челнах, на переполненном стадионе, ему устроили официальные проводы из футбола.
По окончании профессиональной карьеры играл в ветеранских турнирах.
Умер 23 августа 1998 от опухоли головного мозга. Похоронен на Кунцевском кладбище.